# Joodse begraafplaats (Oss)
De Joodse begraafplaats aan de Hescheweg net buiten de Nederlandse stad Oss was een van de twee Joodse begraafplaatsen in de regio, naast de Joodse begraafplaats van Geffen. De Joodse begraafplaats aan de Heescheweg is in gebruik vanaf 1888.
De stad Oss is bekend vanwege de Unox-fabriek. Hier waren de meeste Joden ook werkzaam. De Joden hebben een grote bijdrage geleverd aan de industrialisatie van de stad. Er is een synagoge aan de Smalstraat, die werd ingewijd in 1959.
Op de begraafplaats aan de Heescheweg staan 142 grafstenen. Vandaag de dag worden er in Oss geen synagogediensten gehouden.
In de Tweede Wereldoorlog lieten 280 Joden uit Oss het leven. Voor hen is een gedenkteken opgericht op de begraafplaats.